# Kweneng
Kweneng est une ville du Botswana.